# Miyuki Fukumoto
Pour les articles homonymes, voir Fukumoto.
Miyuki Fukumoto (福本幸), née Aoyama le 4 janvier 1977 à Osaka, est une athlète japonaise, spécialiste du saut en hauteur. Elle franchit 1,92 m en 2004 à Osaka, mesure qu'elle égale en 2013 à Sydney lors des sélections australiennes.

## Résultats
| Date | Compétition                  | Lieu     | Position | Marque |
| ---- | ---------------------------- | -------- | -------- | ------ |
| 2000 | Championnats d'Asie          | Jakarta  | 6e       | 1,75 m |
| 2003 | Championnats d'Asie          | Manille  | 2e       | 1,84 m |
| 2004 | Championnats d'Asie en salle | Téhéran  | 1re      | 1,83 m |
| 2005 | Championnats d'Asie          | Incheon  | 9e       | 1,80 m |
| 2006 | Championnats d'Asie en salle | Pattaya  | 4e       | 1,85 m |
| 2006 | Jeux asiatiques              | Doha     | 5e       | 1,84 m |
| 2007 | Championnats d'Asie          | Amman    | 4e       | 1,88 m |
| 2007 | Championnats du monde        | Osaka    | qual.    | 1,84 m |
| 2011 | Championnats d'Asie          | Kobe     | 7e       | 1,80 m |
| 2012 | Championnats d'Asie en salle | Hangzhou | 6e       | 1,75 m |
| 2013 | Championnats d'Asie          | Pune     | 5e       | 1,86 m |
| 2013 | Championnats du monde        | Moscou   | qual.    | 1,77 m |
| 2014 | Jeux asiatiques              | Incheon  | 9e       | 1,80 m |

## Records
| Épreuve         | Type         | Performance | Lieu         | Date                |
| --------------- | ------------ | ----------- | ------------ | ------------------- |
| Saut en hauteur | En plein air | 1,92 m      | Osaka Sydney | 3 juillet 2014 2013 |
| Saut en hauteur | En salle     | 1,86 m      | Yokohama     | 22 février 2003     |